# Отоми
Отоми (исп. Otomi) — один из коренных индейских народов центральной Мексики. Некоторые группы отоми называют себя «Хняхню» (Hñähñu), но это самоназвание зависит от используемой разновидности языка отоми. В настоящее время большая часть отоми живёт в штатах Идальго, Мехико, Гуанахуато и Тласкала.
Официальная религия — католицизм, распространены также облечённые в христианскую форму традиционные верования.

## История
Столица отоми Шальтокан располагалась в северной части озера Тескоко. Примерно в 1399 году отоми были захвачены ацтеками, которые позже использовали их в качестве наёмников. Тлашкальские отоми были первыми, кто сразился с испанскими войсками. После поражения отрядов отоми многие племена отсоединились и ушли в подчинение конкистадорам. Несколько племён остались защищать свою столицу Шальтокан. Позже её завоевали испанцы, жестоко подавляя сопротивление.

## Язык

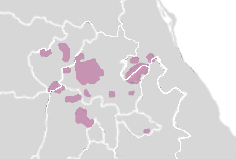
Области в Мексике, где используется язык отоми

Язык отоми принадлежит к группе ото-паме западной ветви отомангской языковой семьи, к которой принадлежат и многие другие крупные языки Мексики: масауа, миштекский, сапотекский, чинактекский, тлапанекский, масатекские и др.
Индейцы отоми из Валье-де-Мескиталь говорят на наречии nHa: nHu, а южные отоми из Керетаро — на nHa: nHo. Общее число носителей оценивается в 300 тыс. человек, из которых 5-6 % владеют только им.